# Сесіл Келлауей
Сесіл Лористон Келлауей (англ. Cecil Lauriston Kellaway; 22 серпня 1890 — 28 лютого 1973) — британський характерний актор.

## Біографія
Сесіл Келлауей народився в Кейптауні, Південна Африка. З дитинства, до невдоволення батьків, виявляв інтерес до акторського ремесла. Здобув освіту в Південній Африці та Англії. На початку 1920-х років він поселяється в Австралії, де стає популярним коміком.
Популярність до актора прийшла після ролі в картині «Так не чинять» (1937), після чого він укладає контракт з кіностудією «RKO Pictures». У 1938 році Келлауей знявся в австралійському фільмі «Містер Чедворт виходить». Після актор відправився до Голлівуду, де довгі роки грав тільки другорядних персонажів. Найбільш значущими були «Грозовий перевал» (1939), «Будинок про сім фронтонах» (1940), «Лист» (1940), «Кітті» (1945), «Любовні листи» (1945), «Листоноша завжди дзвонить двічі» (1946), «Харві» (1950), «тихіше, тихіше, мила Шарлотта» (1964) і «Вгадай, хто прийде до обіду?» (1967).
Актор був двічі номінований на премію «Оскар» за фільми «Удача ірландця» (1948) і «Вгадай, хто прийде до обіду?». У 1959 році Келлауей з'явився в епізоді телесеріалу «Перрі Мейсон», а в 1961 році в телесеріалі «Сиром'ятної батіг».
Сесіл Келлауей помер після тривалої хвороби 28 лютого 1973 року. Він був похований на Вествудском кладовищі.

## Фільмографія
- 1939 — Буремний перевал / Wuthering Heights
- 1939 — Інтермецо / Intermezzo
- 1940 — Повернення людини-невидимки
- 1940 — Рука мумії
- 1940 — Лист
- 1940 — Будинок про сім фронтонах
- Місто Нью-Йорк (1941)
- Я одружився з відьмою (1942)
- Листоноша завжди дзвонить двічі (1946)
- Непереможений (1947)
- Жанна д'Арк (1948)
- 1950 — Гарві / Harvey
- Кім (1950)
- Малятко Бесс (1953)
- Чудовисько з глибини 20 000 сажнів (1953)
- Тихше, тихше, мила Шарлотто (1964)
- Вихідні в Каліфорнії (1966)
- Вгадай, хто прийде до обіду? (1967)